# Casa de Jincy P. Glenn
Glenville, también conocida como la Casa de Jincy P. Glenn, es una residencia histórica ubicada en Eutaw, Alabama, Estados Unidos.

## Historia
La estructura fue construida a mediados de la década de 1840 para Jincy Pride Glenn, nacida en Virginia en 1776 y viuda de Daniel Glenn, originario del condado de Union, Carolina del Sur. La casa se colocó en el Registro Nacional de Lugares Históricos como parte de los Recursos Temáticos de Casas Antebellum en Eutaw el 2 de abril de 1982, debido a su importancia arquitectónica.